# Ahmed Al Safi
Ahmed Al Safi ((em árabe)احمد الصافي), nascido em Diwaniya, Iraque, em 1971, é um pintor e escultor formado pela Academia de Belas Artes de Bagdá, ganhador do premio  Ismail Fatah Al Turk para jovens escultores em 2000.
A arte de Ahmed Al Safi reflete as preocupações da geração de artistas iraquianos da década de 1990, que viviam sob embargo internacional e sob o regime ditatorial do país. Durante todo o período do embargo, Al Safi fez pinturas e esculturas em seu estudio de Bagdá, tendo sua obra se tornado parte de coleções de diplomatas extrangeiros e outros visitantes dos países Ocidentais, assim como de colecionadores do Oriente Médio.
É conhecido por suas figuras atenuadas, moldadas em bronze. Nas esculturas de Al Safi, as representações de homens parecem se esforçar por voar, saltar ou equilibrar em poleiros precários,  talvez refletindo o complexo ato de equilibrio moral requerido de tantos iraquianos durante o reinado de Saddam Hussein. Seu trabalho também aborda temas vinculados à antiga cultura da Mesopotâmia, incluindo motivos agrícolas e relacionados à pesca. 
Al Safi vive na França desde 2005.